# Unité urbaine de Guingamp
L'unité urbaine de Guingamp est une unité urbaine française centrée sur les communes de Guingamp, une des sous-préfectures des Côtes-d'Armor, et Ploumagoar, au cœur de la quatrième agglomération urbaine du département des Côtes-d'Armor, en région Bretagne.

## Données générales
Dans le zonage réalisé par l'Insee en 1999, l'unité urbaine était composée de cinq communes.
Dans le zonage réalisé en 2010, l'unité urbaine était composée de six communes, celle de Plouisy ayant été ajoutée au périmètre.
Dans le nouveau zonage réalisé en 2020, elle est composée des six mêmes communes.
En 2022, avec 22 117 habitants, elle représente la 4e unité urbaine du département des Côtes-d'Armor et occupe le 18e rang dans la région Bretagne.
En 2020, sa densité de population s'élève à 231 hab/km2. Par sa superficie, elle représente 1,39 % du territoire départemental et, par sa population, elle regroupe 3,66 % de la population du département des Côtes-d'Armor.

## Composition 2020 de l'unité urbaine
Elle est composée des six communes suivantes :
| Nom           | Code Insee | Département   | Statut       | Superficie (km2) | Population (dernière pop. légale) | Densité (hab./km2) | Modifier                                    |
| ------------- | ---------- | ------------- | ------------ | ---------------- | --------------------------------- | ------------------ | ------------------------------------------- |
| Guingamp      | 22070      | Côtes-d'Armor | ville-centre | 3,41             | 7 127 (2022)                      | 2 090              | modifier les données · modifier les données |
| Ploumagoar    | 22225      | Côtes-d'Armor | ville-centre | 32,07            | 5 418 (2022)                      | 169                | modifier les données · modifier les données |
| Grâces        | 22067      | Côtes-d'Armor | banlieue     | 14,07            | 2 588 (2022)                      | 184                | modifier les données · modifier les données |
| Pabu          | 22161      | Côtes-d'Armor | banlieue     | 7,83             | 2 769 (2022)                      | 354                | modifier les données · modifier les données |
| Plouisy       | 22223      | Côtes-d'Armor | banlieue     | 23,63            | 2 013 (2022)                      | 85                 | modifier les données · modifier les données |
| Saint-Agathon | 22272      | Côtes-d'Armor | banlieue     | 14,56            | 2 202 (2022)                      | 151                | modifier les données · modifier les données |

## Évolution démographique
| 1968   | 1975   | 1982   | 1990   | 1999   | 2008   | 2013   | 2020   |
| ------ | ------ | ------ | ------ | ------ | ------ | ------ | ------ |
| 17 884 | 19 968 | 21 175 | 20 908 | 21 045 | 21 572 | 21 842 | 22 109 |

#### Données générales
- Unité urbaine
- Aire d'attraction d'une ville
- Aire urbaine (France)
- Liste des unités urbaines de France

#### Données démographiques en rapport avec l'unité urbaine de Guingamp
- Aire d'attraction de Guingamp
- Arrondissement de Guingamp

#### Données démographiques en rapport avec les Côtes-d'Armor
- Démographie des Côtes-d'Armor